# Borre (Norte)
Borre é uma comuna francesa na região administrativa de Altos da França, no departamento do Norte. Estende-se por uma área de 5.96 km². Em 2010 a comuna tinha 594 habitantes (densidade: 99,7 hab./km²).